# Kurier (1857)
Kurier albo Courier to parowy, pasażersko-towarowy statek wiślany zaboru pruskiego (dolnej Wisły) o napędzie bocznokołowym.

## Dane
- armator: Juliusz Rosenthal, Bydgoszcz

## Historia
- 1857 r. - rozpoczęcie służby.

## Literatura
- Witold Arkuszewski "Wiślane statki pasażerskie XIX i XX wieku".